# Qiantang
Le Qiantang (chinois simplifié : 钱塘江 ; chinois traditionnel : 錢塘江 ; pinyin : Qiántáng Jiāng) est un fleuve chinois, qui se jette dans la mer de Chine orientale après avoir traversé la baie de Hangzhou. 

## Présentation
Le Qiantang est réputé le plus important mascaret du monde : celui-ci peut atteindre une hauteur de 9 m et une vitesse de 40 km/h. Ce mascaret est surnommé « le Dragon argenté » par les Chinois pour lesquels ce phénomène est un véritable évènement chaque année.